# الطاقة الشمسية في اليابان

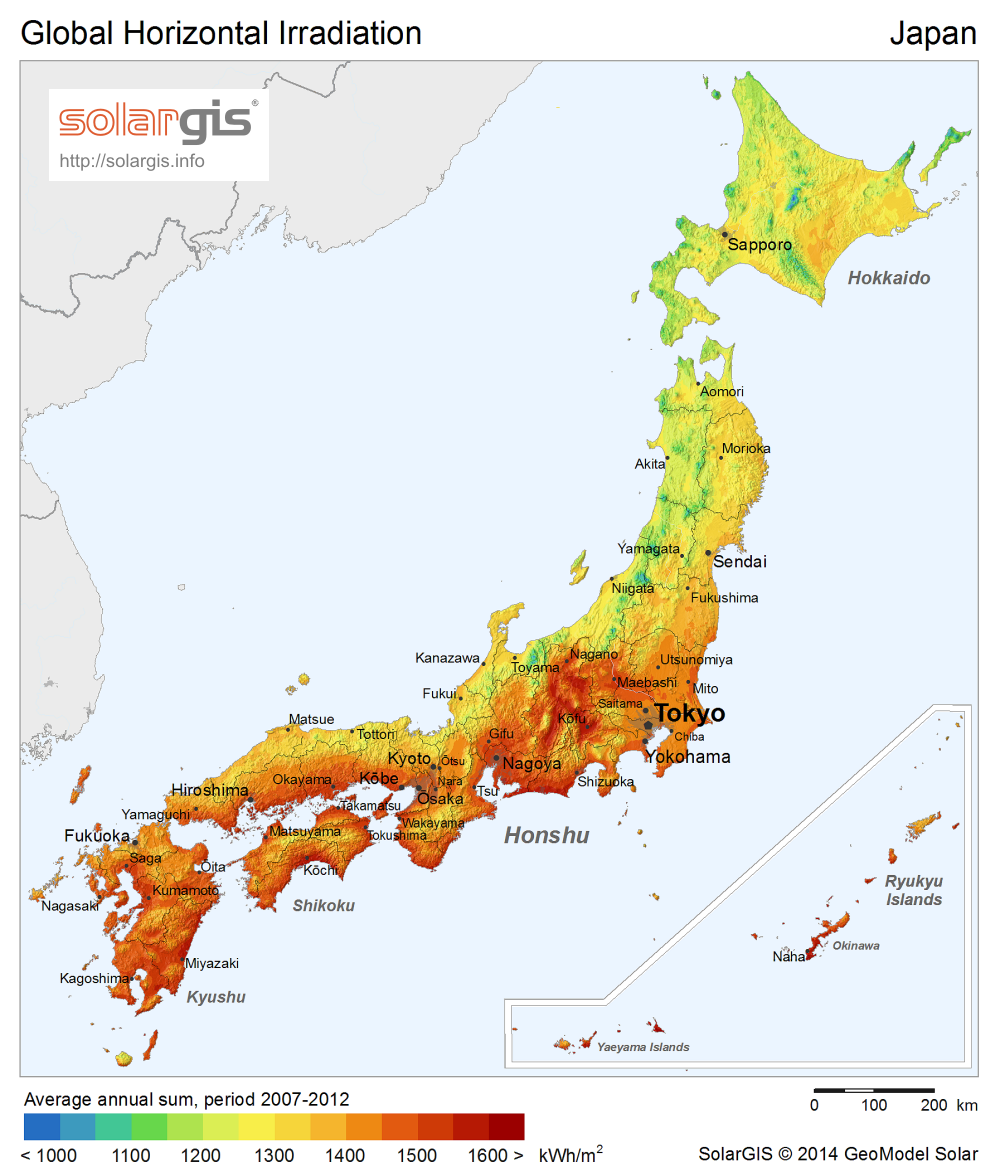
الإشعاع الشمسي في اليابان.

نمت الطاقة الشمسية في اليابان منذ أواخر التسعينات نموًّا كبيرًا لتصبح الآن من أكثر الدول الرائدة في مجال الطاقة الشمسية. يتراوح معدل الإشعاع الشمسي في اليابان من 4.3 إلى 4.8 kWh/(m²•day).

تأتي اليابان في المركز الرابع في قائمة أكثر الدول إستهلاكا للطاقة، مما يجعل الطاقة الشمسية مشروع وطني هام منذ تغير سياسات البلد وتحولها إلى مصادر الطاقة المتجددة بعد حادثة فوكوشيما عام 2011.
كانت اليابان ثاني أكبر الدول نموا لسوق الطاقة الشمسية في عامي 2013 و 2014، مسجلة بذلك رقم قياسي جديد 9.74 جيجاوات. بنهاية عام 2015، وصلت السعة التراكمية إلى 34150 ميجاوات، لتأتي بذلك في المركز الثالث كأكبر الدول إنتاجا للطاقة الشمسية بعد ألمانيا والصين.
تم تقدير أن طاقتها الإجمالية كافية لتلبية 3.5٪ من احتياج البلد السنوي للكهرباء.

## دعم الحكومة

### الحوافز المالية
تسعى الحكومة اليابانية إلى تشجيع الطاقة الشمسية عن طريق الإعانات والتسعيرات الجديدة. في ديسمبر 2008، أعلنت وزارة الاقتصاد والتجارة والصناعة اليابانية أن 70٪ من المنازل الجديدة ستعمل بالأنظمة الشمسية، وأنها ستنفق 145 مليون دولار في الربع الأول من عام 2009 لتشجيع الاتجاه إلى الطاقة الشمسية في المنازل. 

في نوفمبر 2009، حددت الحكومة تسعيرة شراء الطاقة الشمسية المنزلية بضعف قيمة التسعيرة العادية.

في 18 يونيو 2012، تم الموافقة على تسعيرة جديدة، 42 ين للكيلو وات ساعة، تساوي تقريبا 0.406 يورو للكيلو وات ساعة، 0.534 دولار للكيلو وات ساعة. تغطي التسعيرة السنوات العشر الأولى للأنظمة الأقل من 10 كيلو وات، والعشرين سنة الأولى للأنظمة الأكبر من 10 كيلو وات. تم تفعيل التسعيرة في 1 يوليو في نفس العام.
في عام 2013، تتوقع اليابان أن يتراوح إنتاج الطاقة الشمسية من 5-9 جيجا وات، في أبريل 2013، تم خفض التسعيرة لتصبح 37.8 ين للكيلو وات ساعة وخفضت التسعيرة مرة أخرى في أبريل 2014 لتصبح 32 ين للكيلو وات ساعة.

### الأهداف
في عام 2004، أعلنت الحكومة عن أهدافها في مجال الطاقة الشمسية، وقامت بتعديلها في عام 2009:
- 28 جيجا وات بحلول عام 2020.
- 53 جيجا وات بحلول عام 2030.
- أن تصل مساهمة الطاقة المتولدة من الخلايا الشمسية بحلول عام 2050 إلى حوالي 10٪ من متطلبات الشبكة الكهربية.

## الشركات
من أشهر شركات الطاقة الشمسية في اليابان:
- كيوسيرا .
- ميتسوبيشي إلكتريك.
- ميتسوبيشي للصناعات الثقيلة.
- سانيو.
- شارب سولار.
- سولار فرونير (Solar Frontier).
- توشيبا.

## المشاريع البارزة

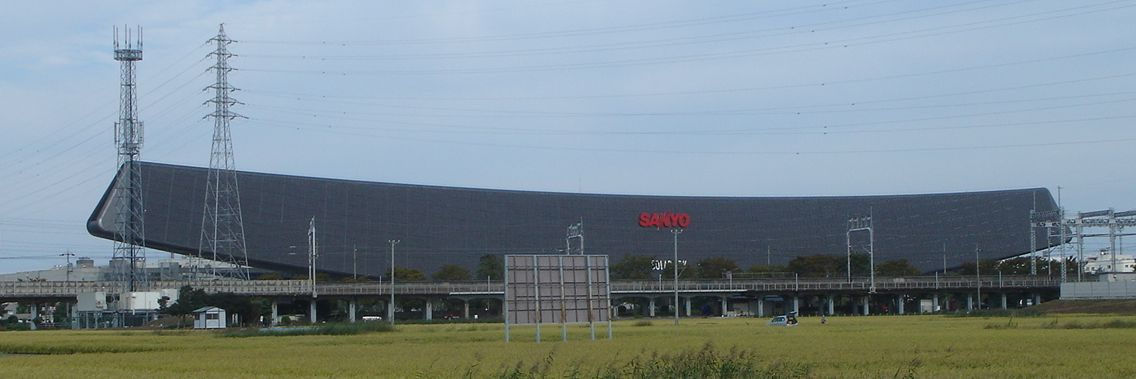
محطة سولار أرك، بعرض 315 متر، وارتفاع 37 متر. وتعتبر من أكبر محطات الطاقة الشمسية في العالم

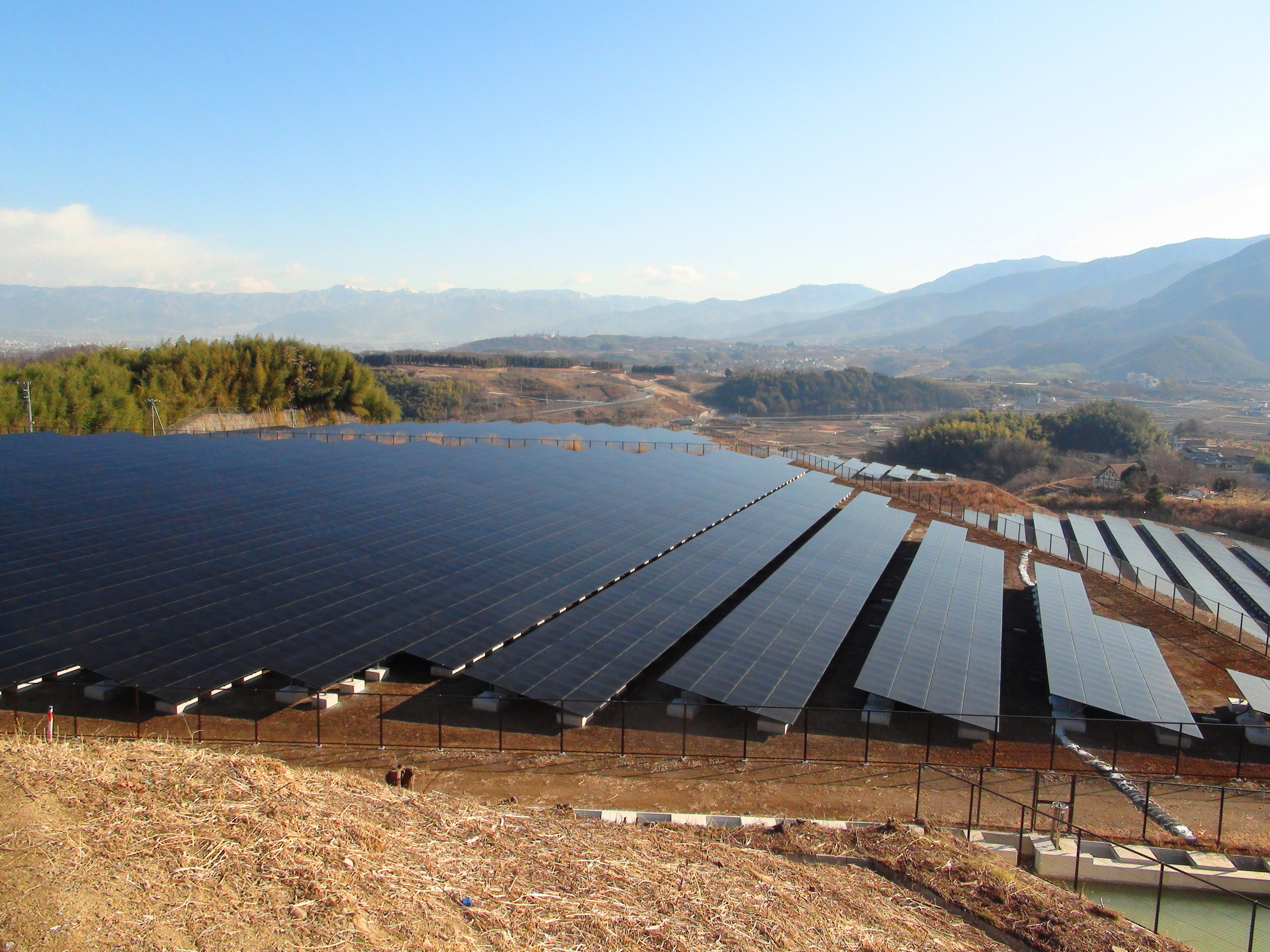
محطة كوميكوراياما للطاقة الشمسية، التابعة لشركة طوكيو للطاقة الكهربائية، وتوجد في مدينة كوفو بمحافظة ياماناشي.

تم بناء محطة سولار أرك في عام 2002، لتصبح واحدة من أكبر محطات الطاقة الشمسية في العالم.
بعد التحول عن سياسة الاعتماد على محطات الطاقة النووية لتوليد الكهرباء عقب حادثة فوكوشيما النووية، تم الانتهاء من أول ثلاث محطات طاقة شمسية تابعة لِ TEPCO في عام 2011 و 2012، وهن:
- محطة أوكيشيما للطاقة الشمسية بسعة 7 ميجاوات
- محطة أوجيشيما للطاقة الشمسية بسعة 13 ميجاوات
- محطة كوميكوراياما للطاقة الشمسية بسعة 10 ميجاوات

يمكن رصد توليد الثلاث محطات على شبكة الإنترنت.
تم التخطيط لتثبيت 341 ميجاوات من الخلايا الشمسية في جزيرة هوكايدو، وفي أكتوبر 2012، تمت الموافقة على مشاريع ضوئية بسعة كلية تصل إلى 1800 ميجاوات.
تشمل هذه المشاريع إنشاء محطة كاجوشيما ناناتسوجيما بسعة 70 ميجاوات في محافظة كاجوشيما والتي دخلت الخدمة في نوفمبر 2013، ومحطة توشيبا بسعة 100 ميجاوات في مينامي سوما، محافظة فوكوشيما.

من المخطط إنشاء محطة بسعة 77 ميجاوات في مدينة تاهارا، في شبة جزيرة اتسومي، والمتوقع انتهائها في 2014. كما يتم العمل على إنشاء محطة في توماكوماى بسعة 200 ميجاوات.

## الإحصائيات

### نمو الخلايا الشمسية
| نهاية عام                                        | السعة الكلية | الزيادة السنوية |
| ------------------------------------------------ | ------------ | --------------- |
| 1992                                             | 19.0         | n/a             |
| 1993                                             | 24.3         | 5.3             |
| 1994                                             | 31.2         | 6.9             |
| 1995                                             | 43.4         | 12.2            |
| 1996                                             | 59.6         | 16.2            |
| 1997                                             | 91.3         | 31.7            |
| 1998                                             | 133          | 41.7            |
| 1999                                             | 209          | 76              |
| 2000                                             | 330          | 121             |
| 2001                                             | 453          | 123             |
| 2002                                             | 637          | 184             |
| 2003                                             | 860          | 223             |
| 2004                                             | 1,132        | 272             |
| 2005                                             | 1,422        | 290             |
| 2006                                             | 1,709        | 287             |
| 2007                                             | 1,919        | 210             |
| 2008                                             | 2,144        | 225             |
| 2009                                             | 2,627        | 483             |
| 2010                                             | 3,618        | 991             |
| 2011                                             | 4,914        | 1,296           |
| 2012                                             | 6,632        | 1,718           |
| 2013                                             | 13,599       | 6,967           |
| 2014                                             | 23,339       | 9,740           |
| 2015                                             | 34,150       | 10,811          |
| المصدر: تقرير الوكالة الدولية للطاقة (IEA-PVPS). |              |                 |

### توليد الطاقة الشمسية
| عام  | نسبة (المشاركة% ) |
| ---- | ----------------- |
| 2010 | 0.3%              |
| 2011 | 0.5%              |
| 2012 | 0.7%              |
| 2013 | 1.4%              |
| 2014 | 2.4%              |
| 2015 | 3.5%              |

## وصلات خارجية
- Electrical Japan: Google Maps of Power Stations (Solar) (باليابانية)
- Solar Power Resources and News in the Asia-Pacific region, with focus page on Japan
- Tepco real time monitor
- New Energy and Industrial Technology Development Organization (باليابانية) (بالإنجليزية)
- Institute for Sustainable Energy Policies Japanese & English